# إل ايه سري للغاية (فلم)
إل إيه سري للغاية (بالإنجليزية: L.A. Confidential) هو فيلم جريمة تم إنتاجه في الولايات المتحدة وصدر في سنة 1997.

## طاقم التمثيل
- كيفين سبيسي
- راسل كرو
- غاي بيرس

كيم باسنجر
- جيمس كرومويل
- ديفيد ستراثيرن

## القصة
في أجواء الخمسينيات في مدينة لوس أنجلوس، يعمل الشرطي (جاك) على حماية المشاهير من المتطفلين والمعجبين، يكلف بالتحقيق في إحدى جرائم القتل، يكتشف من خلالها تورط زميلين له في الشرطة في الجريمة، وفي عدة فضائح أخرى، من خلال علاقتهما بسيدة جميلة تدعى (لين بركلين)، يؤدي التحقيق معها إلى الكشف عن وقائع فساد أخرى، تؤكد مدى حقيقة استشراء الفساد في شرطة الولاية.

## الميزانية والإيرادات
بلغت تكلفة إنتاج الفيلم حوالي 35 مليون دولار بينما حقق أرباحا تقدر بـ 126,216,940 دولار.

### ترشيحات وجوائز
| السنة | الحدث  | الفئة     | النتيجة |
| ----- | ------ | --------- | ------- |
|       | أوسكار | أفضل فيلم | ترشـيـح |

 جائزة أفضل ممثلة مساعدة وفازت بها كيم باسنجر

## وصلات خارجية
- مقالات تستعمل روابط فنية بلا صلة مع ويكي بيانات